# التهاب اللفافة العقيدي
التهاب اللفافة العقيدي هو ورم حميد في الأنسجة اللينة يتكون من الأرومات الليفية العضلية التي تظهر عادةً في الأنسجة تحت الجلد واللفافة و/أو العضلات. أحيانًا، تسمي الأدبيات الطبية متغيرات التهاب اللفافة العقيدي النادرة وفقًا لمواقع أنسجتها. أكثر هذه المصطلحات استخدامًا وأهمية هما التهاب اللفافة القحفي والتهاب اللفافة داخل الأوعية الدموية. في عام 2020، صنفت منظمة الصحة العالمية التهاب اللفافة العقيدي ضمن فئة الأورام الليفية/الأورام الليفية العضلية الحميدة. يعد التهاب اللفافة العقيدي أكثر الأورام الليفية الحميدة الانبثاثية شيوعًا في الأنسجة اللينة.
التهاب اللفافة العقيدي هو ورم سريع النمو وعادةً ما يتراجع ذاتيًا ويحدث بشكل رئيسي، وليس حصري، عند البالغين. بسبب نموه السريع، غالبًا ما يُشخص التهاب اللفافة العقيدي بشكل خاطئ على أنه ورم خبيث، وعادةً ما يكون ساركومة. في الواقع، كان يطلق على التهاب اللفافة العقيدي في الأصل اسم الورم الليفي الساركومي الكاذب تحت الجلد عندما وُصف لأول مرة في عام 1955 من قبل كونوالر وآخرين. يعد التشخيص الصحيح لهذا الورم أمرًا محوريًا لمنع الإفراط في علاجه في حال اعتباره ورم عدواني أو خبيث.
رغم أن التهاب اللفافة العقيدي قد يُحفز بإصابات موضعية، تشير الدراسات الحديثة إلى أن أورام التهاب اللفافة العقيدي هي أورام حقيقية (تكاثر غير طبيعي للخلايا دون أي حدث محفز). تملك نحو 92% من هذه الحالات نمط معين من الجينات الاندماجية في خلاياها السرطانية والتي قد تكون مسؤولة عن تعطيل تنظيم نمو الخلايا وموتها.

## المظاهر السريرية
يحدث التهاب اللفافة العقيدي لدى جميع الفئات العمرية ولكنه غالبًا ما يصيب الفئة التي تتراوح أعمارها بين 20-40 عامًا. يتأثر الذكور والإناث على قدم المساواة. تظهر أورام التهاب اللفافة العقيدي، التي قد تكون مؤلمة، عادةً كآفات مفردة سريعة النمو تصل إلى حجمها النهائي (2-3 سم عادةً) في غضون أسابيع قليلة. تقع في الأطراف العلوية (39-54% من الحالات) والجذع (15-20% من الحالات) والأطراف السفلية (16-18% من الحالات) ومنطقة الرأس أو الرقبة (20% من الحالات). تُلاحظ إصابة منطقة الرأس أو الرقبة بشكل أكثر شيوعًا عند الأطفال. تعد حالات التهاب اللفافة العقيدي في المفاصل أو الأعصاب نادرة، ولكنها تحدث. أُبلغ عن حالات فردية من التهاب اللفافة العقيدي في المثانة والبروستاتا واللسان والجهاز التناسلي الأنثوي السفلي والغدة النكافية. في بعض الحالات، تتراجع أورام التهاب اللفافة العقيدي بعد إجراء خزعة استئصالية.
يحدث التهاب اللفافة القحفي، وهو أحد متغيرات التهاب اللفافة العقيدي، في أنسجة الجمجمة اللينة والصلبة في الطبقات الخارجية للجمجمة. تحدث هذه الحالة لدى الذكور أكثر من الإناث، وبشكل حصري تقريبًا، ما بين 3 أسابيع و6 سنوات من العمر. تظهر عادةً مع ورم في مناطق الرأس التي تقع مباشرةً فوق العظام الصدغية أو الجدارية. أُبلغ عن حالات فردية في الفك السفلي والمنطقة الجبهية الأنفية والشوكة الأنفية الأمامية ومحجر العين والفك العلوي. يميز هذا الورم أنه يتضخم بسرعة، ويكون غير مؤلم، ونادرًا ما يتراجع دون علاج، ويُحتمل أن يتوسع إلى داخل الجمجمة.

## العلاج
تراجعت بعض حالات التهاب اللفافة العقيدي بعد إجراء خزعة جزئية، ما يشير إلى أن نهج الانتظار اليقظ قد يكون مناسبًا بعد إجراء الخزعة في بعض الحالات. يعد الخط الأول العلاجي الأكثر شيوعًا والمقبول عمومًا لأورام التهاب اللفافة العقيدي والتهاب اللفافة القحفي الوجهي والتهاب اللفافة داخل الأوعية الدموية هو الاستئصال الجراحي. في جميع الحالات تقريبًا، تكون هذه الإزالة علاجية، وتكون عودة ظهور الورم غير شائعة، حتى في الحالات التي تتم فيها إزالة الورم جزئيًا فقط. بالإضافة إلى ذلكـ في حال عودة ظهور الورم، يُعالج عادةً بإعادة الاستئصال البسيط. عولجت حالات التهاب اللفافة العقيدي بنجاح أيضًا باستخدام الكورتيكوستيرويدات (مثل تريامسينولون) التي تُحقن مباشرةً في الورم. استُخدم هذا العلاج غالبًا للمرضى الذين يعانون من الأورام المتكررة. مع ذلك، اقترحت بعض الدراسات إعادة تقييم التشخيص في أورام التهاب اللفافة العقيدي المتكررة لضمان صحته. قد يلزم إجراء التدخلات الجراحية والكورتيكوستيرويدية على الفور لمنع ورم الجمجمة من التوسع إلى داخل الجمجمة أو منع الورم داخل الأوعية الدموية من المساس بتدفق الدم.